# Victoriano Crémer
Victoriano Crémer Alonso (* 18. Dezember 1906 oder 1907 in Burgos; † 27. Juni 2009 in León) war ein spanischer Schriftsteller und Journalist.
Victoriano Crémer wurde bekannt mit seinen Büchern „Nuevos cantos de vida y esperanza“, „Libro de Caín“, „Tiempo de soledad“ und „El último jinete“. 2008 erhielt er den „Jaime Gil de Biedma“-Preis. Er wurde 1963 mit dem Nationalpreis für Dichtkunst und 1994 mit dem Literaturpreis von Kastilien-León geehrt.

## Vertonte Gedichte
Folgendes Gedicht wurde von den Liedermachern Joan & José vertont und gesungen:
- Canción para dormir a un niño pobre